# Hurakan Condor
Hurakan Condor is een vrije val van Intamin AG in het Spaanse pretpark PortAventura Park. De attractie werd geopend in 2005 en staat in de themazone Mexico.
Hurakan Condor is binnen een cirkel van 5 km rond de attractie duidelijk zichtbaar en is tevens de hoogste attractie in het park.

## Verhaal
In de ruïnes van een heilige toren bevinden zich de goden van storm en wind. Deze bevinden zich elk in een tempel rondom de toren. De tempel waar de toren in gevestigd is, is deze van de god Hurakan. Als offer voor de god Hurakan worden mensen met een Condor tot het hoogste punt gebracht waar totale chaos overheerst.

## Beknopte beschrijving
Bezoekers doorlopen de wachtrij die door de 2 tempels loopt om ten slotte in te stappen in de hoofdtempel. De hele attractie draait om het thema van de Maya's. In de hoofdtempel kunnen bezoekers de attractie direct verlaten of instappen in de gondels.
De attractie heeft een totale hoogte van 115 meter waarvan 87 meter vrije val. De overige 28 meter bevatten het thematische dak en de antenne.
Sommige gondels kantelen 15° eenmaal ze boven zijn.
| Pretpark          | PortAventura                      |
| Themagebied       | Mexico                            |
| Hoogte            | 87 m vrije val                    |
| Maximale snelheid | 115 km/h                          |
| Capaciteit        | 4 pers./gondel, 20 pers./rit      |
| Gondels           | Zittend of hangend, 15° kantelend |
| Kostprijs         | € 7.000.000                       |

## Trivia
- Voor de bouw van Hurakan Condor moest een kleinere attractie verwijderd worden.
- De uitgang van Hurakan Condor komt uit in de Hurakan Condor Shop.